# チョン・ユソク
チョン・ユソク（정 유석、1972年12月27日 - ） は、韓国の俳優。
1989年16歳のときにKBSの特別採用タレントとして芸能活動を始め、1992年にSBSの連続ドラマ『焚き火に捧げる』でチョン・ミソンとともに主役に抜擢された。その後も連続ドラマに出演を続け、2000年以後は『オールイン 運命の愛』や『天女と詐欺師』、『別巡検』などに出演。2005年には映画『ユア・マイ・サンシャイン』に出演した。
演劇を見るのが趣味。水泳が得意でスクーバダイビングやスノーボード、マラソンもする。独立門国民学校 (現：独立門初等学校)、テシン中学校、ソウル工業高等学校を経て、ソウル芸術神学大学演劇映画科を卒業。身長175cm、体重65kg。C3ENTERTAINMENT に所属する。

## 出演作品

### テレビドラマ
- 焚き火に捧げる - 모닥불에 바친다（1992年、SBS） - 主演 キム・ドンソク役[2] [7]
- 熱情時代 - 열정시대（1992年、SBS） - 主演[8]
- 漢江カッコウ - 한강 뻐꾸기（1993年、SBS）　- 主演[8]
- 成長を感じる18歳 - 성장느낌 18세（1996年、SBS） - 主演[8]
- ひまわり - 해바라기（1999年、SBS） - 主演[8]
- 許し -  용서（2000年、SBS） - 主演[8]
- 父と息子 - 아버지와 아들（2001年、SBS） - 主演 ミョンホ役[8]
- オールイン 運命の愛 -  올인（2003年、SBS） - イム・デス役
- 天女と詐欺師 -  선녀와 사기꾼（2003年、SBS） - 主演 チョ・スンジュン役[8]
- キム薬局の娘たち -  김약국의 딸들（2005年、MBC） - チョン・ホンソプ役
- 別巡検[9] -  추리다큐 별순검（2005年-2006年、MBC） - 主演 キム・サユル役
- 過去を問わないで -  과거를 묻지 마세요（2008年、OCN） - 主演 ソ・ギウ役
- 愛の奇跡 -  사랑의 기적（2010年、SBS） - 主演 ソ・ボンダル役
- おいしい人生 -  맛있는 인생（2012年、SBS） - ホン・ソック役[8]
- 三銃士 -  삼총사（2014年、tvN） - パク・ジウォン役
- 偉大なる糟糠の妻 -  위대한 조강지처（2015年、MBC） - ト・ヒョンミン役

### 映画
- ねえ、秘密だよ - 있잖아요 비밀이에요 (1990年) チュンソ役 [1]
- ひとりで廻る風車 - 혼자 도는 바람개비 (1990年) ナムド役
- 人生はなぜ客観式試験なのか - 인생이 뭐 객관식 시험인가요 (1991年)
- 千年狐ヨウビ - 여우비 (2002年)[8]
- ユア・マイ・サンシャイン - 너는 내 운명 (2005年) チョンス役
- リターン - 리턴 (2007年) 主演 チャン・ソクホ役
- ひきこもり - 외톨이 (2008年) 主演 チョン・セジン役

### ミュージックビデオ
- 靴[4] - SeeYa 第1集アルバム The First Mind (2006年) 収録。